# S/S Betula
S/S Betula var en 
ro-ro-färja, som trafikerade rutten Helsingborg–Helsingör mellan 1955 och 1971 för rederiet Linjebuss International. 
Färjan byggdes 1929 som Perch Rock på Caledon Shipbuilding & Engineering Co. i Dundee i Skottland för trafik mellan Liverpool och Birkehead. Hon var försedd med två kompoundångmaskiner med totalt 1 300 hästkrafter och två koleldade ångpannor med tre eldstäder vardera.
Under andra världskriget deltog hon bland annat i 
evakueringen från Dunkerque år 1940 och invasionen av Normandie  1944.
I november 1953 såldes färjan till Svenska Sockerfabriks AB och döptes om till Betula med Malmö som hemmahamn. Hon försågs med järnvägsspår och sattes in i bettrafiken över Kalmarsund under kampanjerna. Resten av året var hon tillgänglig för andra uppdrag så året efter långtidschartrades hon av Skandinavisk Linietrafik för trafik mellan Korsør och Nyborg. Hon var dock inte speciellt lämplig för trafiken över Stora Bält så kontraktet sades upp. Betula
chartrades nu av Linjebuss International, ett dotterbolag till Stockholms Rederi Svea och den 28 maj 1955 kom hon till Helsingborg för trafik på HH-leden.
Hon återvände till Kalmarsund och bettrafiken i september 1955 och fram till slutet av betkampanjen 1958 växlade hon varje år mellan de två rutterna. Betula byggdes om vid flera tillfällen och vintern 1956 transporterade hon flyktingar från Ungern mellan Helsingör och Helsingborg.
Den 19 mars 1957 övertogs Betula av Linjebuss International och i början av 1960-talet togs 
spåren på vagndäcket bort.

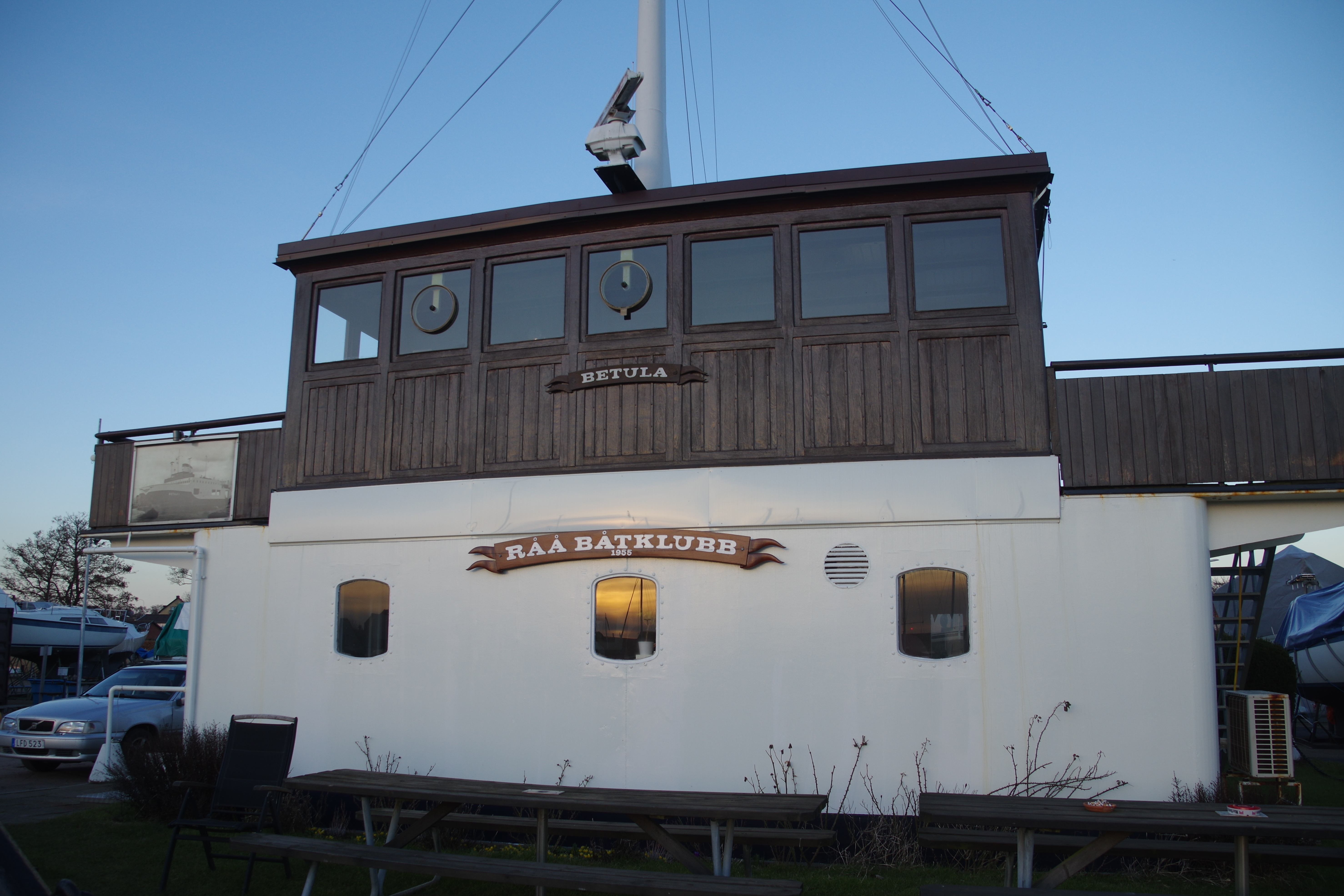
Betulas kommandobrygga är klubbhus för Råå Båtklubb sedan 1971.

Efterhand sattes nya färjor in på leden och 1968 togs den gamla betfärjan ur drift och ersattes av  nybyggda M/S Betula (II). Gamla Betula, nu omdöpt till Betula I, var reservfärja på rutten till december 1971 då hon såldes till  Skånska cementgjuteriet. De lät ta bort överbyggnaden och byggde om henne till pråm. Kommandobryggan räddades av några privatpersoner och lever kvar som klubbhus för Råå Båtklubb.
Pråmen bytte ägare flera gånger under 1990-talet och det är oklart om skrovet finns kvar. Ångmaskiner och övrig utrustning har däremot lagts ut för försäljning.